# ガブリエル・ゲレーロ
ガブリエル・ゲレーロ・マルティネス（Gabriel Guerrero Martinez、1993年12月11日 - ）は、ドミニカ共和国ペラビア州ニサオ出身のプロ野球選手（外野手）。右投右打。

## 経歴

### プロ入りとマリナーズ傘下時代
2011年2月10日にインターナショナル・フリーエージェントでシアトル・マリナーズと契約を結んだ。同シーズンにルーキー級ドミニカン・サマーリーグ・マリナーズ（DSLマリナーズ）でプロデビューを果たした。
2012年もDSLマリナーズと、ルーキー級アリゾナリーグ・マリナーズでプレーした。2球団合計で68試合に出場し、打率.349、出塁率.393、長打率.593、15本塁打を記録した。
2013年はA級クリントン・ランバーキングスでプレーし、打率.271、OPS.661、4本塁打を記録した。
2014年はA+級ハイデザート・マーベリックスでプレーした。7月にはオールスター・フューチャーズゲームにも出場。シーズンでは131試合に出場し、打率.307、18本塁打を記録した。

### ダイヤモンドバックス傘下時代
2015年6月3日にマーク・トランボ、ビダル・ヌーニョとのトレードでウェリントン・カスティーヨとドミニク・レオンとジャック・ラインハイマーと共にアリゾナ・ダイヤモンドバックスに移籍した。シーズン終了後には、40人ロースターに入った。
2016年11月にDFAとなった。

### レッズ時代
2016年11月28日にウェイバー公示を経てシンシナティ・レッズに移籍した。12月2日にノンテンダーFAとなり、4日にマイナー契約を結んだ。
2018年9月3日に初めてメジャー昇格を果たし、翌日にメジャーデビューした。メジャーでは14試合に出場したが打率.167に終わり、10月3日に40人枠から外れマイナーに降格した。オフの11月3日にFAとなった。

### マーリンズ傘下時代
2018年11月14日にマイアミ・マーリンズと契約を結んだ。
2019年シーズンはAAA級ニューオーリンズ・ベイビーケークスで105試合に出場し、打率.253、11本塁打、48打点を記録したが、メジャー昇格の機会はなかった。シーズン終了後にFAとなった。

### ブルージェイズ傘下時代
2020年1月にトロント・ブルージェイズとマイナー契約を結んだ。この年は新型コロナウイルスの感染拡大の影響でマイナーリーグが開催されなかったため、公式戦に出場することがないまま、オフの11月2日にFAとなった。

### 独立リーグ時代
2021年4月5日に独立リーグ・アメリカン・アソシエーションのカンザスシティ・モナークスと契約を結んだ。この年は96試合に出場し、打率.319、18本塁打、86打点を記録した。
2022年も開幕から48試合に出場して打率.305、8本塁打、33打点の記録を残し、オールスターにも選出されていたが、7月15日に現役引退を発表した。

### 現役復帰
2023年10月23日に開催されたベースボール・ユナイテッドのドラフトにおいて、アブダビ・ファルコンズからドラフト3巡目で指名された。

## 人物
MLBで活躍したブラディミール・ゲレーロとウィルトン・ゲレーロは叔父にあたる。現在トロント・ブルージェイズに所属する、ブラディミール・ゲレーロ・ジュニアはいとこ。

## 詳細情報

### 年度別打撃成績
| 年 度    | 球 団    | 試 合 | 打 席 | 打 数 | 得 点 | 安 打 | 二 塁 打 | 三 塁 打 | 本 塁 打 | 塁 打 | 打 点 | 盗 塁 | 盗 塁 死 | 犠 打 | 犠 飛 | 四 球 | 敬 遠 | 死 球 | 三 振 | 併 殺 打 | 打 率 | 出 塁 率 | 長 打 率 | O P S |
| -------- | -------- | ----- | ----- | ----- | ----- | ----- | -------- | -------- | -------- | ----- | ----- | ----- | -------- | ----- | ----- | ----- | ----- | ----- | ----- | -------- | ----- | -------- | -------- | ----- |
| 2018     | CIN      | 14    | 18    | 18    | 1     | 3     | 0        | 0        | 1        | 6     | 1     | 0     | 0        | 0     | 0     | 0     | 0     | 0     | 8     | 0        | .167  | .167     | .333     | .500  |
| MLB：1年 | MLB：1年 | 14    | 18    | 18    | 1     | 3     | 0        | 0        | 1        | 6     | 1     | 0     | 0        | 0     | 0     | 0     | 0     | 0     | 8     | 0        | .167  | .167     | .333     | .500  |

### 年度別守備成績
| 年 度 | 球 団 | 中堅（CF） | 中堅（CF） | 中堅（CF） | 中堅（CF） | 中堅（CF） | 中堅（CF） | 右翼（RF） | 右翼（RF） | 右翼（RF） | 右翼（RF） | 右翼（RF） | 右翼（RF） |
| 年 度 | 球 団 | 試 合      | 刺 殺      | 補 殺      | 失 策      | 併 殺      | 守 備 率   | 試 合      | 刺 殺      | 補 殺      | 失 策      | 併 殺      | 守 備 率   |
| ----- | ----- | ---------- | ---------- | ---------- | ---------- | ---------- | ---------- | ---------- | ---------- | ---------- | ---------- | ---------- | ---------- |
| 2018  | CIN   | 4          | 3          | 0          | 1          | 0          | .750       | 1          | 1          | 0          | 0          | 0          | 1.000      |
| MLB   | MLB   | 4          | 3          | 0          | 1          | 0          | .750       | 1          | 1          | 0          | 0          | 0          | 1.000      |

### 背番号
- 61（2018年）